# Джоуздар
Джоуздар (перс. جوزدار‎) — село на севере Ирана, в остане Тегеран. Входит в состав шахрестана Демавенд. Является частью дехестана (сельского округа) Джемабруд бахша Меркези.

## География
Село находится в восточной части остана, к югу от автодороги 79, на расстоянии приблизительно 11 километров (по прямой) к юго-востоку от города Демавенд, административного центра шахрестана. Абсолютная высота — 2053 метра над уровнем моря.

## Население
По данным переписи 2006 года население села составляло 30 человек (20 мужчин и 10 женщин). В Джоуздаре насчитывалось 9 домохозяйств. Уровень грамотности населения составлял 30 %. Уровень грамотности среди мужчин составлял 30 %, среди женщин — 30 %.
В 2016 году постоянное население в селе отсутствовало.